# A Big Bold Beautiful Journey
A Big Bold Beautiful Journey  (engl. für „Eine große, herausfordernde, wunderschöne Reise“) ist ein Filmdrama des US-amerikanischen Filmemachers Kogonada. Der Film mit Colin Farrell und Margot Robbie in den Hauptrollen soll im September 2025 in die US-amerikanischen und im Oktober 2025 in die deutschen Kinos kommen.

## Handlung
David fährt mit seinem alten Auto, das mit einem einzigartigen GPS ausgestattet ist, zu einer Hochzeit. Dort lernt er Sarah kennen, die er noch einmal trifft, als sein Auto ihn auf der Rückfahrt zu deren liegengebliebenen Wagen navigiert. Die KI-Stimme des Fahrzeugs fragt ihn, ob er eine große, herausfordernde, wunderschöne Reise antreten will, und David und Sarah begeben sich gemeinsam auf diese.

## Produktion

### Regie, Drehbuch und Filmtitel
Regie führte Kogonada. A Big Bold Beautiful Journey ist der dritte Spielfilm des US-amerikanischen Filmemachers nach Columbus und After Yang. Das Drehbuch schrieb Seth Reiss, dessen bekannteste Arbeit das Drehbuch zur Horrorkomödie The Menu ist, das 2020 in der Blacklist der besten unverfilmten Ideen Hollywoods gelistet war. Gemeinsam mit Dan Friedkin, Ryan Friedkin, Youree Henley und Bradley Thomas zählt Reiss auch zu den Produzenten des Films.
Der Filmtitel A Big Bold Beautiful Journey bezieht sich auf den Satz „Möchtest du eine große, herausfordernde, wunderschöne Reise antreten?“, den die KI-Stimme des Fahrzeugs spricht, nachdem es David zu Sarahs liegengebliebenen Wagen navigiert hat.

### Besetzung und Dreharbeiten
Colin Farrell und Margot Robbie spielen in den Hauptrollen David und Sarah. Farrell spielte bereits in Kogonadas Science-Fiction-Drama After Yang eine Hauptrolle. Weiter auf der Besetzungsliste finden sich Phoebe Waller-Bridge, Hamish Linklater, Lily Rabe, Billy Magnussen, Jodie Turner-Smith und Yuvi Hecht.
Die Dreharbeiten fanden von Anfang April bis Ende Mai 2024 in Los Angeles statt. Mit Kameramann Benjamin Loeb arbeitete Kogonada bereits für After Yang zusammen.

### Filmmusik, Marketing und Veröffentlichung
Die Filmmusik komponierte der Japaner Joe Hisaishi, der international durch seine Musik für die Filme von Hayao Miyazaki und Takeshi Kitano bekannt wurde.
Ende März 2025 wurde bei der CinemaCon ein erster Trailer vorgestellt. Ein erster offizieller Trailer folgte Anfang Juni 2025. Am 19. September 2025 soll der Film in die US-Kinos kommen. Der Kinostart in der Romandie ist am 1. Oktober 2025 geplant, in Deutschland und in der Deutschschweiz am darauffolgenden Tag und im Tessin am 9. Oktober 2025.